# Gare de Donzenac
La gare de Donzenac est une gare ferroviaire française fermée de la ligne des Aubrais - Orléans à Montauban-Ville-Bourbon, située sur le territoire de la commune de Donzenac, dans le département de la Corrèze, en région Nouvelle-Aquitaine.
Mise en service en 1893, elle est fermée au trafic au cours du XXe siècle. 

## Situation ferroviaire

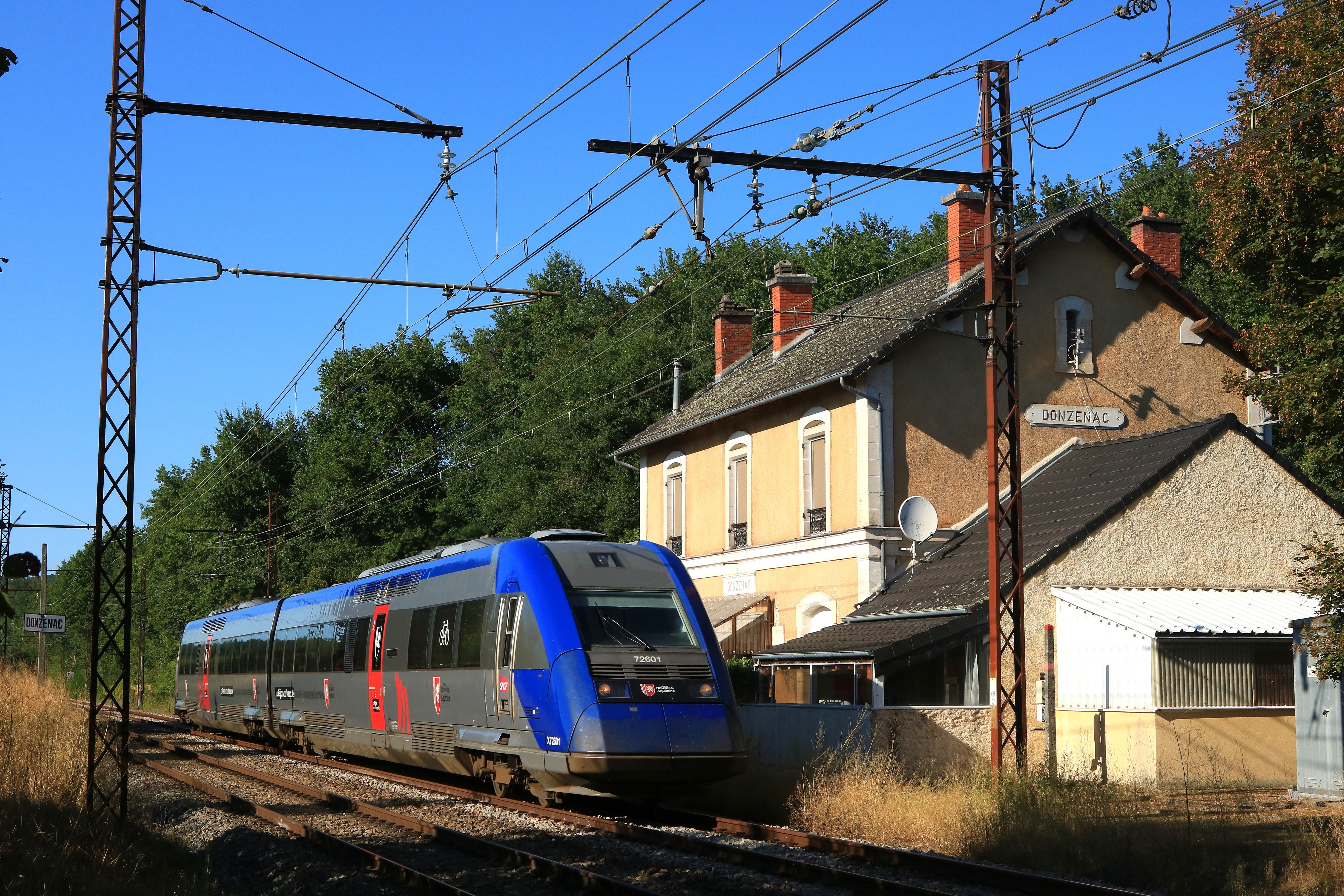
X TER franchissant la gare.

Établie à 148 mètres d'altitude, la gare de Donzenac est située au point kilométrique (PK) 488,203 de la ligne des Aubrais - Orléans à Montauban-Ville-Bourbon, entre la gare ouverte d'Allassac et la gare fermée d'Ussac.

## Histoire
La gare de Donzenac est mise en service le 1er juillet 1893 par la compagnie du chemin de fer de Paris à Orléans, à l'ouverture de la section entre Limoges-Bénédictins et Brive via Uzerche.
La date de sa fermeture est inconnue.

## Patrimoine ferroviaire
L'ancien bâtiment voyageur a été transformé en logement. L'ancienne halle à marchandises est à l'abandon, sur un terrain en friche.